# 엘리슈카 프르셰미슬로브나

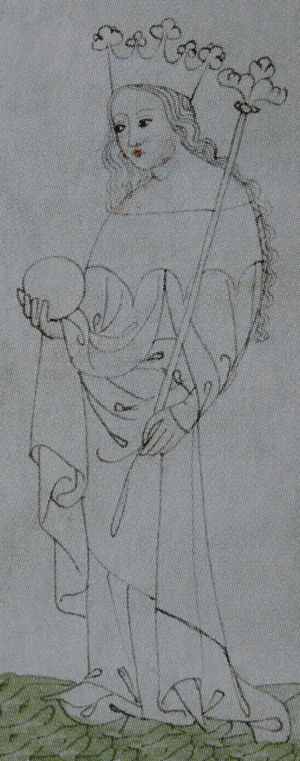
엘리슈카 프르제미슬로브나

엘리슈카 프르제미슬로브나(체코어: Eliška Přemyslovna, 1292년 1월 20일 ~ 1330년 9월 28일)는 보헤미아 왕국의 얀 국왕의 1번째 왕비이다. 보헤미아의 국왕이자 신성 로마 제국의 황제인 카를 4세의 어머니이기도 하다.

## 생애
보헤미아와 폴란드의 국왕인 바츨라프 2세와 그의 아내인 합스부르크 가 출신의 유디트(Judith)의 딸로 태어났다. 1306년에 그의 오빠이자 보헤미아와 헝가리의 국왕인 바츨라프 3세가 암살당하면서 보헤미아 프르셰미슬 왕조의 역사가 막을 내리게 된다. 이를 계기로 보헤미아에서는 케른텐 공국의 공작인 인드르지흐 코루탄스키, 오스트리아 공국의 공작인 루돌프 1세 사이에 왕위 경쟁이 벌어지게 된다.
루돌프 1세는 1306년에 보헤미아의 국왕으로 즉위했지만 1307년에 사망하면서 인드르지흐가 보헤미아의 국왕으로 즉위하게 된다. 1310년 9월 1일에는 신성 로마 제국의 하인리히 7세 황제의 아들인 얀과 결혼했다. 얀은 엘리슈카와 함께 프라하에 입성하면서 보헤미아의 국왕으로 즉위했고 1311년 2월 7일에는 프라하에서 얀의 대관식이 거행되었다. 1316년 5월 14일에는 아들인 카를 4세를 낳았다.
엘리슈카는 남편인 얀과 정치적인 견해를 놓고 갈등을 빚었다. 1319년에는 몇몇 귀족들과 함께 얀을 폐위시키고 카를을 보헤미아의 새 국왕으로 즉위시키려는 계획을 세웠지만 얀 국왕에게 발각되면서 무산되었고 멜니크 성에 수감되고 만다. 카를은 1323년 프랑스로 추방당하기 이전까지 자신의 아버지에 의해 투옥되었다.
엘리슈카는 보헤미아에서 바이에른으로 망명했지만 1325년에 자신의 딸인 안나(Anna)와 함께 보헤미아로 돌아왔다. 보헤미아로 돌아온 이후에는 재정난으로 인해 궁핍한 생활을 보냈으며 1330년 9월 28일에 결핵으로 사망했다.

## 자녀
엘리슈카는 얀과의 사이에서 7명의 자녀를 두었다.
- 마르케타 루쳄부르스카 (Markéta Lucemburská, 1313년 7월 8일 ~ 1341년 7월 11일): 바이에른의 하인리히 14세 공작과 결혼
- 이트카 루쳄부르스카 (Jitka Lucemburská, 1315년 5월 21일 ~ 1349년 9월 11일): 프랑스의 장 2세 국왕과 결혼
- 카를 4세 (Karl IV, 1316년 5월 14일 ~ 1378년 11월 29일): 보헤미아의 국왕, 신성 로마 제국의 황제
- 프르제미슬 오타카르 (Přemysl Otakar, 1318년 11월 22일 ~ 1320년 4월 20일): 보헤미아의 왕자
- 얀 인드르지흐 루쳄부르스키 (Jan Jindřich Lucemburský, 1322년 2월 12일 ~ 1375년 11월 12일): 모라바 변경백
- 안나 루쳄부르스카 (Anna Lucemburská, 1323년 ~ 1338년 9월 3일): 오스트리아의 오토 공작과 결혼
- 엘리슈카 루쳄부르스카 (Eliška Lucemburská, 1323년 ~ 1324년)